# Цеканово (гміна Слупно)
Цеканово (пол. Cekanowo) — село в Польщі, у гміні Слупно Плоцького повіту Мазовецького воєводства.
Населення — 708 осіб (2011).
У 1975-1998 роках село належало до Плоцького воєводства.

## Демографія
Демографічна структура станом на 31 березня 2011 року:
|          | Загалом | Допрацездатний вік | Працездатний вік | Постпрацездатний вік |
| -------- | ------- | ------------------ | ---------------- | -------------------- |
| Чоловіки | 355     | 74                 | 263              | 18                   |
| Жінки    | 353     | 65                 | 249              | 39                   |
| Разом    | 708     | 139                | 512              | 57                   |